# Hemigellius arcofer
Hemigellius arcofer is een sponssoort uit de familie Niphatidae. De wetenschappelijke naam van de soort werd voor het eerst geldig gepubliceerd in 1885 door G.C.J. Vosmaer.